# 또 다른 나의 모습
《또 다른 나의 모습》은 1991년 장혜리가 발표한 노래이다. 장혜리의 5집 타이틀곡이기도 하다.
4집 남겨진 시간을 위하여가 3집 내게 남은 사랑을 드릴께요보다는 많은 사랑을 얻지 못했다. 4집 5집 둘다 별 반응 없는 분위기였다.
5집 타이틀 곡이 표절 시비로 휘말린 적이 있다.
노래는 은은한 발라드이며, 그 당시에는 많은 사랑을 받진 못했지만, 지금 발표했다면 큰 사랑을 받았을 노래이다.